# Чорне світло (фільм)
Чорне світло (англ. Black Light) — трилер.

## Синопсис
Шарон Ейвері сліпа жінка, яка має бачення вбивства. Вона «бачить» дітей які бути вбитими і обличчя серійного вбивці. Всі навколо неї, в тому числі поліція скептично відносяться до цього. Вона повинна переконати поліцію, щоб запобігти вбивствам.

## У ролях
- Майкл Айронсайд — інспектор Френк Шуман
- Тані Велч — Шарон Ейвері
- Каррі Ґрем[en] — Ларрі Ейвері
- Енн Марі ДеЛуіс — детектив Фей Говард
- Волтер Міллс — інспектор Рандвік
- Лорі Геллір — доктор Енн Годар
- Біллі Мортон — вбивця
- Джейн Редліон — місіс Етвуд
- Кірк Джарретт — Босісто
- Кріс Ел — експерт криміналіст
- Стефані Найт Томас — тележурналіст
- Мелані Петерсон — детектив 1
- Альфонсе Годет — офіцер
- Дуейн Бренна — офіцер
- Роберт Бенц — Рік